# ريمات
ريمات هي إحدى القرى اللبنانية من قرى قضاء جزين في محافظة الجنوب.
تبعد ريمات - شقاديف حوالي 67 كلم (41.6338 مي) عن بيروت عاصمة لبنان. ترتفع حوالي 690 م (1) (2263.89 قدم - 754.584 يارد) عن سطح البحر وتمتد على مساحة تُقدَّر بـ 350 هكتاراً (3.5 كلم²- 1.351 مي² (2)).